# Гонсалес, Айтор
А́йтор Гонса́лес Химе́нес (исп. Aitor González Jiménez, род. 27 февраля 1975 года) — испанский шоссейный велогонщик, выступавший за профессиональные команды с 1998 по 2005 год. Первой профессиональной командой у него стала в 1998 году Avianca-Telecom, а последней Euskaltel-Euskadi. Гонсалес является победителем в генеральной классификации Вуэльта Испании в 2002 году. В 2005 году он выиграл Тур Швейцарии. Он является победителем трёх этапов на Вуэльте Испании, двух этапов на Джиро д’Италия в 2002 году и одного в 2003 году, а также этапа на Тур де Франс в 2004 году. Закончил карьеру в 2006 году после того, как его имя всплыло во время расследования, проведённого испанской полицией в отношении допинговой системы в велоспорте — Операции Пуэрто.

## Достижения
- первое место на Туре Швейцарии в 2005 году
- первое место на 14 этапе Тур де Франс 2004
- победитель Вуэльты Испания 2002

## Профессиональные команды
- 1998 — Avianca-Telecom
- 1999 — Kelme-Costa Blanca
- 2000 — Kelme-Costa Blanca
- 2001 — Kelme-Costa Blanca
- 2002 — Kelme-Costa Blanca
- 2003 — Fassa Bortolo
- 2004 — Fassa Bortolo
- 2005 — Euskaltel-Euskadi